# Droga wojewódzka 850
Die Droga wojewódzka 850 (DW 850) ist eine 51 Kilometer lange Droga wojewódzka (Woiwodschaftsstraße) in der polnischen Woiwodschaft Lublin, die Tomaszów Lubelski mit Alojzów verbindet. Die Strecke liegt im Powiat Tomaszowski und im Powiat Hrubieszowski.

## Streckenverlauf
Woiwodschaft Lublin, Powiat Tomaszowski
-  Tomaszów Lubelski (DK 17, DW 853)
- Sabaudia
- Wieprzów Ordynacki
- Wieprzów
- Werechanie
-  Józefówka (DW 852)
- Rachanie
- Michalów-Kolonia
- Czartowczyk
- Zamłynie
- Tyszowce

Woiwodschaft Lublin, Powiat Hrubieszowski
- Adelina
- Sahryń
- Sahryń Górna Kolonia
-  Alojzów (DK 74)